# Chaetapodacra nartshukae
Chaetapodacra nartshukae är en tvåvingeart som beskrevs av Yu. G. Verves 1982. Chaetapodacra nartshukae ingår i släktet Chaetapodacra och familjen köttflugor.
Artens utbredningsområde är Mongoliet. Inga underarter finns listade i Catalogue of Life.